# Edoardo Catemario
Edoardo Catemario (né le 25 septembre 1965) est un guitariste classique italien.

## Biographie
Edoardo Catemario est né à Naples. Il étudie la guitare avec Salvatore Canino, Antimo Pedata, José Tomás, Stefano Aruta et Maria Luisa Anido, le piano et l'analyse avec Titina De Fazio et les compositeurs sud-américains Leo Brouwer et Oscar Casares. À l'âge de onze ans, il donne son premier récital en solo,.
En janvier 1991, Catemario remporte le premier prix du concours de guitare Andrés Segovia à Almuñécar et en 1992 au concours international de guitare classique Michele-Pittaluga à Alessandria.
Ses représentations incluent le répertoire romantique (joué sur des instruments originaux), la musique baroque du XXe siècle, la musique contemporaine et d'avant-garde, ainsi que des œuvres en solo, de musique de chambre et des concertos pour guitare et orchestre. Il a joué à travers l'Europe, les États-Unis et l'Amérique du Sud dans des salles telles que le Grosser Saal du Wiener Musikverein (Vienne), l'Auditorio Nacional de Musica (Madrid), St John's et la Royal Academy of Music (Londres), Weill Hall à Carnegie Hall (New York), Cité de la musique (Paris), Teatro Coliseo (Buenos Aires) et la Musikhalle Hamburg. Il est fréquemment invité en tant que soliste par divers orchestres et a collaboré avec de nombreux musiciens de chambre du monde. Catemario a enregistré pour les labels Decca, ARTS Music et Koch Schwann.
En tant qu'enseignant, il a donné des master classes en Europe et aux États-Unis. Il enseigne à l'Accademia Musicale di Firenze depuis 2006. Il est également professeur invité à la Royal Academy of Music (Londres) et a enseigné à la "Sommer Akademie" du Mozarteum de Salzbourg de 2001 à 2007.
Catemario est le directeur artistique de l'Associazione QuattroQuarti, qui organise plusieurs festivals de musique en Italie. Il possède et joue sur sa collection d’instruments anciens datés de 1890 à 1935.

## Enregistrements
- Recuerdos (Decca)
- Bach pour guitare (Decca)
- Conciertango (ARTS Music)
- Mauro Giuliani Concerto pour guitare et orchestre n ° 3, Gran Quintetto pour guitare et cordes, Variations pour guitare et quatuor à cordes (ARTS Music)
- Mauro Giuliani Concertos pour guitare et orchestre n ° 1 et 2. (ARTS Music)
- Virtuoso italien (ARTS Music)
- Guitare XX (ARTS Music)
- Astor Piazzolla complète des œuvres avec guitare. (Musique ARTS)
- Concertos pour guitare (ARTS Music)
- Barocco Napoletano (Musique ARTS)
- Musique de guitare espagnole (ARTS Music)
- Concierto Sefaradi (Koch Schwann) (n'est plus disponible)